# Ativo intangível
Ativo intangível ou ativos incorpóreos, é um ativo não monetário identificável sem substância física (CPC 04 R1). Já para Hoss et. al. (2010). Ativos intangíveis são incorpóreos representados por bens e direitos associados a uma organização. Independentemente de estarem contabilizados possuem valor e podem agregar vantagens competitivas, tal como é o caso de uma marca.

## Exemplos
- Ar Atmosférico
- Modelo Hoss de Avaliação de Ativos Intangíveis
- Recursos Humanos
- Software
- Clientes
- Patentes
- Marcas
- Direitos Autorais
- Tecnologia
- Know-how
- Estilo de vida

Além dos acionistas as empresas do século XXI necessitam, para sua sobrevivência, atender a expectativas de outras partes interessadas (stakeholder). Para atender a esses interesses, é preciso desenvolver ativos não-financeiros (intangíveis) que garantam a sustentabilidade da organização no longo prazo.
De acordo com Hoss, Rojo e Grapeggia a palavra intangível vem do latim tangere, que significa tocar. Os bens intangíveis, portanto, são bens que não podem ser tocados porque não têm corpo. HOSS, O.; ROJO, C.A.; GRAPEGGIA, M. Gestão de ativos intangíveis: da mensuração à competitividade por cenários. São Paulo: Atlas, 2010.
Segundo Ilan Chamovitz (2007), "Uma campanha de imunização tem um custo: seringas, a vacina, pessoal, transporte, divulgação. Porém, o valor da população imunizada é intangível".
Uma diretriz importante para a avaliação de ativos intangíveis é a distinção entre a avaliação contábil e a avaliação econômica desses bens. Enquanto no primeiro caso tratamos dos ativos cujas características formais estejam de acordo com a Lei 11.638/07, na avaliação econômica estamos mais próximos do que se pode definir como "valor real de mercado". Essa distinção, na prática, significa que as empresas possuem dois valores: 1) Valor de livros, como sendo aquele descrito nas contas de ativos e passivos, as quais compreendem os direitos e obrigações das organizações; 2) Valor de mercado, como o apurado em processos de fusões, aquisições ou mesmo a abertura do capital social das empresas. Esse valor só pode ser apurado desde uma transação efetiva, pois envolve a avaliação de um complexo conjunto de ativos e passivos (tangíveis e intangíveis), sendo esse o limitador para que tais bens sejam lançados em balanço antes de sua efetiva transação ou transferência de controle.
Martins (2013) ainda define os intangíveis entre: a) ativos, os quais são controlados legalmente por uma empresa ou pessoa, com ou sem fins lucrativos; b) fatores, que são os recursos intangíveis importantes para qualquer processo produtivo, como a reputação, networking, participação de mercado, dentre outros, mas que não podem ser controlados legalmente pelos seus interessados.

## Contabilidade empresarial brasileira
A partir da alteração da legislação societária brasileira promovida pela lei Lei nº 11.638/07 e Medida Provisória nº 449/08, o Ativo Intangível deve figurar no Balanço Patrimonial das empresas como subgrupo do Ativo Não Circulante somente se (1) seu valor puder ser mensurado com segurança, (2) for provável que gerará benefícios em favor da entidade, (3) for identificável e separável do patrimônio da entidade, a partir dos critérios supracitados, e (4) puder ser negociado (vendido, transferido, alugado, licenciado, trocado, etc.).
O Pronunciamento Técnico CPC 04 acrescenta ainda outros dois requisitos: (5) deve resultar de direitos contratuais ou de outros direitos legais e (6) deve ter seu custo mensurável com segurança.